# リチャード・テイラー (数学者)
リチャード・テイラー（Richard Lawrence Taylor、1962年5月19日 - ）はイギリスの数学者。プリンストン大学教授。

## 来歴
1984年ケンブリッジ大学卒業。1988年プリンストン大学でPh.D.取得（指導教授はアンドリュー・ワイルズ）。ケンブリッジ大学クレア・カレッジフェロー（1988年 - 1995年）、王立協会IHÉS交換留学フェロー（1988年 - 1989年）、ケンブリッジ大学助教授/講師（1989年 - 1995年）、カリフォルニア工科大学客員助教授（1992年）、ハーバード大学客員教授（1994年）、オックスフォード大学ニュー・カレッジフェロー 兼 サヴィル幾何学教授（1995年 - 1996年）、ハーバード大学数学科教授 兼 ハーシェル・スミス講座教授（1996年 - 2012年）、カリフォルニア大学バークレー校客員教授（1999年）、プリンストン大学特別招聘教授（2010年 - 2011年）、2012年からプリンストン大学数学科教授。

## 研究
アンドリュー・ワイルズによるフェルマーの最終定理の証明をサポートした。フェルマーの最終定理を証明した二つの論文のうち一つはテイラーとの共著によるもの。
谷山・志村予想の証明者のひとりであり、semistable elliptic curveについてはワイルズと、残りの場合についてはクリストフ・ブルイユ、ブライアン・コンラッド、フレッド・ダイアモンドらと共同で、証明を終えた。
さらに、佐藤・テイト予想について、“総実体上、ある素数でmultiplicative reduction を持つ楕円曲線の場合”の証明をローラン・クローゼル(Laurent Clozel)、ミカエル・ハリス(Michael Harris)、ニコラス・シェパード-バロン(Nicholas Shepherd-Barron)との共同研究として、自身のホームページ上に公開しており（うちいくつかは出版済みである）、
ほかにも、標数 0 の局所体上の一般線型群における局所ラングランズ予想の証明など、数論における重要な研究業績を残している。

## 受賞歴と講演
- 1990年 - ホワイトヘッド賞
- 1992年 - フランス科学アカデミーフランコ・ブリタニック賞
- 1995年 - 王立協会フェロー
- 2001年 - フェルマー賞（ウェンデリン・ウェルナーと共同受賞）
- 2001年 - オストロフスキー賞（ヘンリク・イワニッチ、ピーター・サルナックと共同受賞）
- 2002年 - ICM (Beijing, 2002) において全体講演
- 2002年 - コール賞数論部門賞（ヘンリク・イワニッチと共同受賞）
- 2002年 2003年 グッゲンハイム・フェローシップ
- 2005年 - ゲッティンゲン科学アカデミーダニー･ハイネマン賞
- 2007年 - クレイ研究賞
- 2007年 - ショウ賞（ロバート・ラングランズと共同受賞）[1]
- 2012年 - アメリカ芸術科学アカデミー会員
- 2014年 - 数学ブレイクスルー賞